# Rat Race (film)
Rat Race è un film del 2001 diretto da Jerry Zucker e interpretato, fra gli altri, da Rowan Atkinson e Whoopi Goldberg. Riprende l'idea originale di Questo pazzo, pazzo, pazzo, pazzo mondo (1963) e del romanzo di Jules Verne Il testamento di uno stravagante.

## Trama
In un casinò a Las Vegas, otto persone, che non hanno nulla in comune tra di loro, vengono baciate dalla fortuna: alle slot-machines vincono un gettone d'oro e vengono convocate nell'ufficio del direttore, il miliardario Donald Sinclair. Quest'ultimo è un eccentrico personaggio che adora gli scherzi e le scommesse. Egli ha deciso di organizzare una pazza "corsa all'oro": a Silver City, nel Nuovo Messico, in una cassetta di sicurezza, di cui ogni gruppo di partecipanti avrà la chiave, sono custoditi 2 milioni di dollari. Il primo che arriverà alla stazione e aprirà la cassetta, vincerà il denaro.
Inizialmente convinti che si tratti di un raggiro per bidonarli, i partecipanti sembrano titubanti. Ma uno dopo l'altro fiutano l'occasione unica e decidono di dirigersi a Silver City, prendendo mezzi e percorsi diversi. Tra avversità ed imprevisti comici e tragicomici, gli otto concorrenti proseguono e in alcuni casi vengono affiancati da altri personaggi, incontrati nei modi più disparati. Intanto Sinclair segue il gruppo a distanza con i suoi amici miliardari, che hanno scommesso sul vincitore, e organizza scommesse di vario tipo nell'attesa: una di queste coinvolgerà il suo avvocato Grisham che dovrà invitare una ragazza squillo e chiederle il costo di un idromassaggio in pepsi e glicerina. 
Alla fine, Grisham, incaricato di recarsi a Silver City per accogliere il vincitore, viene sedotto dalla ragazza squillo e convinto a fuggire con lei e i due milioni di dollari. I concorrenti si lanciano al suo inseguimento ma la borsa con i soldi finisce per rimanere legata ad una mongolfiera senza controllo che arriva nelle vicinanze di un concerto di beneficenza, e il denaro finisce sul palco dove si stanno esibendo gli Smash Mouth; il cantante e il pubblico erroneamente pensano ad una donazione, e uno dopo l'altro gli 8 concorrenti si rassegnano, dopo aver conosciuto gli organizzatori della raccolta e rappresentanti di Sfamiamo La Terra con alcuni dei bambini di cui si prendono cura. Quando Sinclair e gli scommettitori irrompono sul palco chiedendo di sapere chi ha vinto, Nick decide di punirli per le disavventure che i concorrenti hanno passato, dichiarando al pubblico che i nuovi arrivati pagheranno per raddoppiare la somma che verrà raccolta. Il film termina con i concorrenti che si esibiscono ballando sul palco sulle note di All Star, mentre i miliardari vedono salire vertiginosamente il conteggio del denaro raccolto in beneficenza.